# Rymosia lauricola
Rymosia lauricola är en tvåvingeart som beskrevs av Chandler och Ribeiro 1995. Rymosia lauricola ingår i släktet Rymosia och familjen svampmyggor.
Artens utbredningsområde är Madeira. Inga underarter finns listade i Catalogue of Life.